# Jack Colback
Jack Raymond Colback (* 24. října 1989 Killingworth) je anglický profesionální fotbalista, který hraje na pozici defensivního záložníka za anglický klub za Nottingham Forest FC. Je také bývalým anglickým mládežnickým reprezentantem.

## Klubová kariéra

### Sunderland
Jack Colback se narodil v severní části Newcastlu, jako desetiletý však nastoupil do akademie Sunderlandu, kde byl až do roku 2008. Na začátku sezóny 2009/10 se upsal na hostování týmu Ipswich Town, kde měl být na půl roku, v lednu 2010 však své hostování prodloužil až do konce sezóny. Do týmu Sunderlandu se vrátil na konci sezóny 09/10 a jako náhradník si odbyl svůj debut v Premier League, v zápase na hřišti Wolves. Ten se mu příliš nevyvedl, když byl po devíti minutách na hřišti a dvou žlutých kartách vyloučen. Jeho debut na Stadium of Light přišel 24. srpna 2010 v zápase Carling Cupu proti Colchesteru United.
V srpnu 2010 se opět upsal Ipswichi na hostování do ledna 2011. Jeho prvním gólem v dresu "Černých koček" byla tečovaná rána, kterou zajistil Sunderlandu vedení v zápase Premier League proti Evertonu, 26. prosince 2011.
V lednu 2012 mu manažer Martin O'Neill nabídl prodloužení smlouvy na 2 roky, které Jack podepsal, a měl tedy v Sunderlandu smlouvu až do léta roku 2014.

#### Ipswich Town (hostování)
Debut za Ipswich si Jack Colback odbyl v zápase Carling Cupu proti Shrewsbury Town 6. srpna 2009, v Championship pak nastoupil poprvé při porážce od West Bromwich Albion 22. srpna 2009. Premiérový gól za Ipswich vsítil do branky Blackpoolu.

### Newcastle United
Po vypršení smlouvy v létě 2014 podepsal 9. června jako volný hráč smlouvu s největšími rivaly Sunderlandu – Newcastle United.